# 선감도
| Daedongyeojido (Gyujanggak) 14-06.jpg |  |
|                                       |  |

선감도(仙甘島)는 경기도 안산시 단원구 선감동에 있던 섬이었다. 섬이었을 때 총 면적은 3.72km2였는데, 시화방조제를 지으며 대부도와 연결되었다. 섬의 최고봉은 125m의 대흥산이다. 1942년부터 1982년까지 소년들을 강제 수용하여 노동을 착취하던 곳인 선감학원이 있었다.

## 지명 유래
속세를 떠난 신선이 내려와 맑은 물로 목욕하였다는 전설이 있어 이러한 이름이 붙었다고 전해진다.